# Антонівка (Окнянська селищна громада)
Анто́нівка — село в Україні, у Окнянській селищній громаді Подільського району Одеської області. Населення становить 809 осіб.

## Історія
12 червня 2020 року, відповідно до Розпорядження Кабінету Міністрів України від № 724-р «Про визначення адміністративних центрів та затвердження територій територіальних громад Одеської області», увійшло до складу Окнянської селищної громади.
19 липня 2020 року, в результаті адміністративно-територіальної реформи і ліквідації Окнянського району, село увійшло до складу новоутвореного Подільського району.

## Населення
Згідно з переписом УРСР 1989 року чисельність наявного населення села становила 776 осіб, з яких 333 чоловіки та 443 жінки.
За переписом населення України 2001 року в селі мешкало 809 осіб.

### Мова
Розподіл населення за рідною мовою за даними перепису 2001 року:
| Мова       | Відсоток |
| ---------- | -------- |
| російська  | 80,72 %  |
| українська | 12,86 %  |
| молдовська | 5,93 %   |
| гагаузька  | 0,12 %   |
| інші       | 0,37 %   |